# Hiep Thi Le
Hiep Thi Le (vietnamesisch Lê Thị Hiệp; * um 1970 in Đà Nẵng; † 19. Dezember 2017 in Los Angeles, Kalifornien) war eine vietnamesisch-amerikanische Schauspielerin. Einem breiten Publikum wurde die damalige Laiendarstellerin 1993 durch die weibliche Hauptrolle in Oliver Stones Spielfilm Zwischen Himmel und Hölle bekannt.

## Leben

### Emigration in die Vereinigten Staaten und Kinodebüt
Hiep Thi Le wurde um 1970 (anderen Angaben zufolge 1969 oder 1971) inmitten des Krieges in Zentralvietnam geboren. Dort wuchs sie als Tochter eines südvietnamesischen Beamten unter ärmlichen Verhältnissen in einem kleinen, heute nicht mehr existierenden Fischerdorf auf. Aus Angst vor Repressalien flüchtete Les Vater nach dem Sieg des kommunistischen Nordens aus Vietnam und versuchte, seine Familie ins US-amerikanische San Francisco nachkommen zu lassen. Da zu dieser Zeit die sechsköpfige Familie nicht gemeinsam aus dem Heimatland flüchten konnte, wurden Le und ihre zwei Jahre jüngere Schwester Hoa vorausgeschickt und 1979 mit Hilfe eines Fischerboots aus dem Land geschmuggelt. Ohne ihren Familiennamen zu kennen, erreichten beide nach vier Wochen Hongkong, wo sie in einem Flüchtlingslager unterkamen. Erst 1981 fand Les gesamte Familie wieder zusammen und siedelte später nach Kalifornien um. Dort lebte sie gemeinsam mit ihren Eltern und sechs Geschwistern (laut anderen Quellen fünf) in San Pablo. Die Eltern verdienten sich als Köche ihren Lebensunterhalt und erhielten auch finanzielle Unterstützung vom Staat. Le, die kein Englisch sprach, brachte sich selbst das Lesen und Schreiben in der fremden Sprache bei.
Le besuchte die Oakland High School, wo sie ihren Abschluss mit Auszeichnung machte. Daraufhin wechselte sie zum College der University of California in Davis, wo sie das Fach Physiologie belegte, um später Medizin studieren zu können. Obwohl sie nach eigenem Bekunden nie daran gedacht hatte ins Schauspielfach zu wechseln, besuchte sie 1991 aus Spaß gemeinsam mit ihrer Schwester Lien und Kommilitonen vom College ein offenes Casting zu Oliver Stones geplantem Spielfilm Zwischen Himmel und Hölle in San José. Für den Film war ein aufwendiger Casting-Prozess in mehreren amerikanischen Städten, Hongkong und Bangkok organisiert worden, an dem 16.000 Kandidatinnen teilnahmen. Tatsächlich gelangte Le in die engere Auswahl und erhielt fünf Monate später, nach regelmäßigen Probeaufnahmen, die weibliche Hauptrolle in Stones Film, der auf zwei autobiografischen Romanen der Autorin Le Ly Hayslip basiert. Obwohl sie über keinerlei Schauspielerfahrung verfügte und in der Vergangenheit nur einmal an einer Schulaufführung in der High School mitgewirkt hatte, entschied sich Stone dagegen, seiner 1,52 m großen Hauptdarstellerin professionellen Unterricht zukommen zu lassen: „Ich hatte nicht das Gefühl, dass es nötig war; sie war natürlich“, so Stone 1993 in einem Interview mit der Chicago Sun-Times. Während der Dreharbeiten in Thailand, die aufgrund der negativen Wahrnehmung von Hayslips Büchern in Vietnam nicht an Originalschauplätze verlegt werden konnten, wurde die Laiendarstellerin von der Autorin unterstützt. Beide stammten aus der gleichen Region in Vietnam.
Zwischen Himmel und Hölle startete im Dezember 1993 in den US-amerikanischen Kinos. Le erhielt für ihr Kinodebüt größtenteils Lob seitens der Kritiker. Janet Maslin von der New York Times schrieb vom „beeindruckend zuversichtlich(en)“ Spiel der 23-jährigen Hauptdarstellerin, die Hayslip vom 13. bis 38. Lebensjahr verkörpert. Die amerikanische Tageszeitung hatte Le bereits einen Monat zuvor neben Angela Bassett (Tina – What’s Love Got to Do with It?) und Debra Winger (Shadowlands) als mögliche Oscar-Kandidatin gehandelt. Stones Abschlussfilm seiner Vietnam-Trilogie konnte aber nicht an den wirtschaftlichen Erfolg der Vorgängerfilme Platoon (1986) und Geboren am 4. Juli (1989) anknüpfen und wurde weitestgehend von den traditionsreichen amerikanischen Filmkritikervereinigungen und der Academy of Motion Picture Arts and Sciences, die alljährlich die Oscar-Statuetten vergibt, ignoriert. Die deutsche Fachpresse verriss fast einstimmig Zwischen Himmel und Hölle. Der film-dienst lobte zwar den harten und eindrucksvollen Beginn des Filmes, beklagte aber, dass sich Stone in hemmungsloser Rührseligkeit und Karikaturen verlieren würde, während die Süddeutsche Zeitung von einem „Film aus lauter Sprüngen und Rissen“ zwischen „Buddhas Gelassenheit versus amerikanische Depression“ sprach.

### Nachwirken
Von der Gage ihres Kinodebüts schenkte Le ihren Eltern zwei Autos, bezahlte die laufenden Kredite ihrer Familie ab und finanzierte Verwandten Reisen nach Vietnam. Dennoch war sie wegen ihrer fehlenden Ausbildung über ihren weiteren Werdegang als Schauspielerin verunsichert. Sie trat zwar mit einem Agenten in Kontakt, verfolgte aber weiterhin das Ziel, Medizin zu studieren, und bestand ihr Physiologie-Diplom. „Die medizinische Hochschule ist etwas, mit dem ich mich identifizieren kann, etwas wofür ich sehr hart gearbeitet habe und etwas, bei dem ich fühle, dass jeder gemachte Schritt aus meiner eigenen Konsequenz entsprang, wohingegen ich in Filmen nicht merke, dass ich diese Art von Autorität besitze“, so Le 1993 in einem Interview mit dem San Francisco Chronicle. Die Ergebnisse der schulischen Abschlussprüfungen verwehrten ihr jedoch das weiterführende Studium, was sie auf ungenügende Sprachkenntnisse zurückführte. Daraufhin begann Le ab Mitte der 1990er Jahre wieder in Spielfilmen in Erscheinung zu treten, um die Gagen für ein zukünftiges Medizinstudium zurückzulegen.
Ihr nächster Auftritt in einer Kinoproduktion folgte 1995 in dem Singapurer Film Yao jie huang hou, in dem sie die Hauptrolle eines 16-jährigen Mädchens vom Land übernahm, das Arbeit als Putzfrau in einem mehrheitlich von Transsexuellen und Transvestiten bewohnten Stundenhotel erhält und in die Prostitution abdriftet. Weder mit diesem Drama noch den folgenden amerikanischen Spielfilmproduktionen konnte Le an ihre Erfolgsrolle in Zwischen Himmel und Hölle anknüpfen. Neben der Titelrolle in Elizabeth Sungs preisgekröntem Kurzfilm The Water Ghost (1998) war sie in der Regel auf unbedeutende Nebenrollen abonniert, so etwa als psychopathische Mörderin in dem Actionfilm Dead Men Can’t Dance (1997) neben Michael Biehn und Adrian Paul oder als asiatische Hausangestellte in Roger Kumbles Eiskalte Engel (1999) mit Sarah Michelle Gellar, Ryan Phillippe und Reese Witherspoon in den Hauptrollen. Auch eine erhoffte Karriere als Fernsehkomödiantin erfüllte sich für Le nicht, und sie kam über einmalige Gastauftritte in Fernsehserien wie Tracey Takes On … (1998) oder Für alle Fälle Amy (2001) nicht hinaus. Zuletzt wiederholte sie ihre Rolle als Mai-Lee in einer Pilotfolge von Cruel Intentions (2016), doch die Serie wurde nicht weiterproduziert. 2017 war sie als Kellnerin in der Serie Fridays zu sehen.
Anfang 2004 arbeitete sie an dem autobiografisch geprägten Drehbuchprojekt 1979 – Children of the Sea, das die Erfahrungen von Le und ihrer Schwester als „Boatpeople“ aufgreifen sollte. 2007 wirkte sie als Erzählerin an Bill Wisneskis Dokumentar-Kurzfilm From War to Peace and Beyond mit, der die Lebensgeschichte Le Ly Hayslips zum Thema hatte.
Hiep Thi Le lebte in Los Angeles und führte dort mit ihrem Ehemann Ong Lay Jinn, besser bekannt als Djinn, ein vietnamesisches Restaurant. Aus der Verbindung mit dem zwei Jahre älteren Singapurer Filmregisseur, in dessen Horrorfilm Return to Pontianak (2001) sie die Hauptrolle übernahm, gingen eine Tochter (* 2002) und ein Sohn (* 2005) hervor. Les Ehemann erkrankte im November 2005 am Guillain-Barré-Syndrom. Sie führte das China Beach Bistro in Venice, gefolgt vom Restaurant Le Cellier in Marina del Rey, das sich auf französisch-vietnamesische Fusionsküche spezialisiert hatte. 2014 war Le Teilnehmerin am Kochwettbewerb Chopped des Senders Food Network. Sie starb im Dezember 2017 in Los Angeles im Alter von 46 Jahren an den Folgen einer Krebserkrankung. Zum Zeitpunkt ihres Todes soll Le ihre Memoiren unter dem Titel Daughter of the Sea: My Voyage to Freedom and Womanhood fertiggestellt haben, die aber unveröffentlicht geblieben waren.

## Filmografie (Auswahl)
- 1993: Zwischen Himmel und Hölle (Heaven & Earth)
- 1995: Yao jie huang hou
- 1997: Dead Men Can’t Dance
- 1998: Shark in a Bottle
- 1998: The Water Ghost (Kurzfilm)
- 1999: Eiskalte Engel (Cruel Intentions)
- 1999: Bastards
- 2001: Green Dragon
- 2001: Return to Pontianak
- 2003: National Security
- 2008: Lakeview Terrace
- 2011: Touch
- 2016: Cruel Intentions
- 2017: Fridays (Fernsehserie)